# Холодноярська республіка

Один з варіантів прапорів Холодноярської республіки

Холодно́ярська Респýбліка (1919–1922) — короткочасне державне утворення на землях Української Народної Республіки (УНР), у Чигиринському повіті Київської губернії (нині Черкаському районі Черкаської області), у районі лісового урочища Холодний Яр, зі столицею в селі Мельники. У часи Радянського Союзу історія цього утворення і його діячів замовчувалась або подавалася викривлено, через те що, на думку багатьох дослідників, могла спричинити зростання небажаних з точки зору представників влади настроїв у суспільстві.

## Історія
Тарас Шевченко «Холодний яр»,
17 грудня 1845, В'юнище

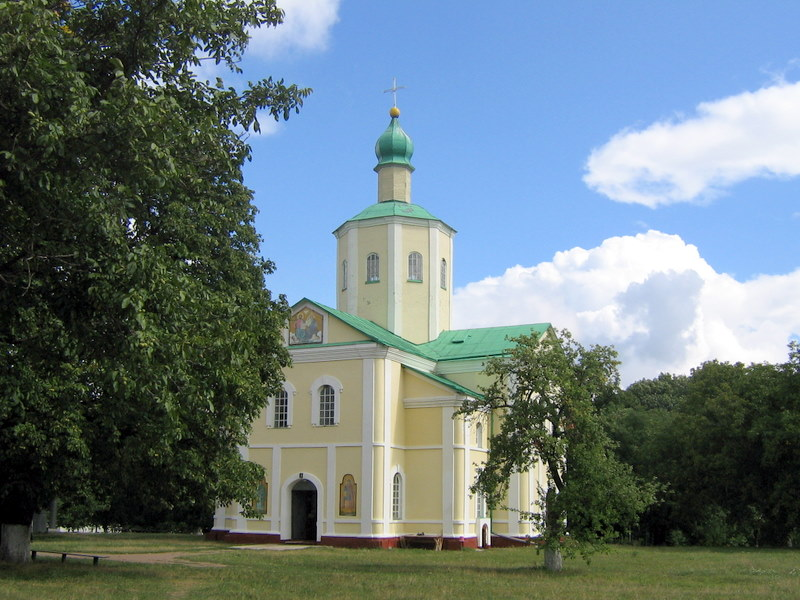
Троїцька церква Мотронинського монастиря — осередок повстанського руху

У 1918—1922 роках Мотронинський монастир став осередком українського повстанського руху проти загарбників (німецьких окупантів та російських «білих» і «червоних» інтервентів), який очолювали брати Чучупаки.
У зв'язку з переворотом, жителями села Мельники, на прохання ігумені, щоб вберегти монастир від пограбування, було створено загін самооборони Мотронинського монастиря під керівництвом Олекси Чучупака. До складу загону входило 22 особи.
Пізніше, 1919 року, загін перетворили на полк, а Василя Чучупака обрали командиром полку (до цього він був прапорщиком Російської Імператорської армії, а ще раніше — сільським вчителем). Його брат Петро Чучупак став начальником штабу полку. Під час окупації України денікінцями полк брав участь у їхньому вигнанні із Черкас. Полк увесь час поповнювався, його чисельність досягала 2000 осіб.
Згодом утворилася Холодноярська республіка, територія якої охоплювала понад 25 навколишніх сіл та мала близько 15-тисячну селянську повстанську армію, бійці якої називали себе козаками, а своїх командирів — отаманами (на згадку про військову традицію козаччини).

Василь Чучупак — головний отаман Холодного Яру

Козаки Холодного Яру з села Мельники з медалями Російської імперії на грудях.

Гнат Зінкевич у червні 1919 р., як отаман Ради старшин Табору гайдамаків-повстанців у Холодному Яру, затвердив «Начерк проекту Державного законоладу для Української Трудової Республіки», розроблений доктором права Остапом Копцюхом, полковим командиром і організатором партизанських загонів. У 1920 захоплений у полон більшовиками і згодом страчений.

У листопаді 1919 року до Холодного Яру прибув отаман Катеринославщини і Херсонщини Андрій Гулий-Гуленко. Тоді Головним Отаманом Холодного Яру був Василь Чучупак. Йому підпорядковувалися отамани Герасим Нестеренко-Орел, Трифон Гладченко, Михайло Мелашко, Сірко, Око, Чорний Ворон (Чорногузько), Мефодій Голик-Залізняк, Семен Вовк, Олекса Коцюбенко, Калюжний, Д. Канатенко, 1-й і 2-й Олександрійські полки.
У березні 1920 року Степова дивізія армії УНР визволила Херсон від більшовиків та повела вдалий наступ на захід (через Білозерку) по лінії Кам'янка-Єградівка-Ружичів-Чигирин. Зупинилась дивізія в урочищі Холодний Яр, де з'єдналась з Холодноярськими збройними силами.
Після загибелі Василя Чучупаки Холодноярську республіку очолив його заступник Іван Деркач, член Холодноярського повстанкому. Він керував збройними силами регіону Холодний Яр під час антирадянського повстання весни — осені 1920 року.
24 вересня 1920 року в Медведівці, де колись почалася Коліївщина, відбулася нарада холодноярських отаманів, у ній узяли участь командири Степової Дивізії, отамани інших регіонів. На цій нараді Костю Блакитного було обрано Головним отаманом усіх повстанських загонів Холодного Яру й околиць.
У жовтні 1920 року Кость Блакитний склав повноваження Головного отамана Холодного Яру та вирушив у Катеринославську губернію на чолі Степової дивізії.
Вплив Холодного Яру не обмежувався лише Черкащиною. Владу Холодноярської республіки визнавали й прибережні села (вгору по Дніпру до Черкас: Рацеве, Тіньки, Боровиця, Топилівка, Сагунівка, Худяки, Бужин, Леськи та інші), чигиринські села, що розкинулися на берегах Тясмину (Погорільці, Чорнявка, Трушівці, Худоліївка та інші).
Підтримували тісні зв'язки з Холодним Яром й вереміївські отамани Панас Келеберда та Іван Савченко-Нагірний (Золотоніський повіт Полтавської губернії, тепер Чорнобаївський район Черкаської області), отаман із с. Балаклії, що за м. Смілою у бік Києва, Іван Полтавець-Остряниця, смілянський отаман Яків Водяний, Голова Уманського повстанкому Петро Дерещук (відповідно і села Уманського повіту), отаман Петро Кучма з с. Аджамки, що неподалік м. Єлисаветграда (нині Кропивницький), Єлисаветградський повстанком на чолі з Тихоном Березняком, а отже і села Єлисаветградського повіту, значна частина Олександрійського і Звенигородського повітів, мліївський ватажок Трохим Голий-Бабенко, отамани з Криворіжжя Єлісей Лютий-Черевик, та багато інших.
Останнім з Головних отаманів Холодного Яру, обраним на загальному представницькому з'їзді всіх отаманів республіки був отаман Герасим Нестеренко-Орел.
Одним з етапів спецоперації ЧК із ліквідації Холодноярської республіки стала так звана «амністія», яку обіцяли тим повстанцям, котрі здадуться добровільно.
Перехід відбувся в с. Жаботин 4 серпня (в інших документах 7 серпня) 1921 року. На «амністію» піддалися: голова Холодноярського окружного штабу Іван Петренко, отамани Деркач, Василенко, Олекса Чучупак, С. Чучупак, Товкаченко (Товкач), Темний, Литвиненко, Пинченко і ще більш як 20 отаманів і 76 осіб охорони, зокрема Пономаренко, Віслоух, Бих і Литвиненко. Після цього «амністовані» звернулися з листом до отаманів Хмари, Загороднього, Залізняка та інших із закликом до припинення боротьби та переходу на бік української радянської влади.
Російські більшовики з самого початку планували ліквідацію амністованих отаманів, але не наважувались це зробити аж до листопада, коли вже заходились ліквідовувати не лише отаманів, а й увесь повстанський, «підозрілий» і прихильний елемент у районі Холодного Яру. Дуже скоро, репресії проти населення стали основним засобом боротьби з повстанством. Сім'ї повстанців і куркульських елементів, що допомагали повстанцям, виселяли. У них конфісковували майно, інвентар і запаси продовольства. Всіх працездатних направляли у трудові частини, непрацездатних розміщували у містах і селищах.
Холодноярська Республіка проіснувала до 1922 року, коли більшовики обманом заманили холодноярських отаманів у засідку. Проте, навіть у полоні, в стінах Київської в'язниці, ватажки повстанців перебили охорону, захопили зброю і спробували звільнитись. Під час нерівного бою всі вони загинули смертю героїв.

## Падіння Республіки
Отамани Холодного Яру та Чорного Лісу мали сильний авторитет та значну підтримку в місцевого населення. У зв'язку з неможливістю перемогти бунтівних отаманів, у ЧК розробили спеціальну операцію з нейтралізації та захоплення холодноярських отаманів.
Вона відбувалася трьома етапами:
1) Вихід на одного з отаманів «Холодного Яру», який мав вплив на інших, та переконання їх в існуванні, вигаданої в надрах ЧК, «Чорноморської повстанської групи»;
2) Користуючись досягнутим, нейтралізувати дії повстанців і, посилаючись на наказ Петлюри, змусити повстанців тимчасово відмовитися від активних дій;
3) Заманити отаманів у пастку й захопити основні командні кадри холодноярської повстанської групи військ.
Безпосереднім керівником операції був Ю. Євдокимов, який після успішно проведеної операції проти рейду Юрія Тютюнника став начальником особливого відділу губернського(?) ВЧК. Наприкінці березня 1922 року розробку операції повністю завершили. Ідея була проста: під виглядом об'єднання повстанців створювалася «Чорноморська повстанська група» з командуванням і штабом для координації дій усіх повстанських загонів району. Чекісти перехопили полковника Петра Трохименка й сотника Юхима Терещенка, котрі йшли до Холодного Яру з Польщі. Трохименко був членом Військового комітету Центральної Ради. У 1918 році — військовим комендантом Єлисаветграда. Під час повстання проти гетьмана Скоропадського він очолював повстанський загін, а потім працював у штабі армії УНР. Він мав авторитет в українців. Його й було вирішено зробити командувачем «Чорноморської повстанської групи» під псевдонімом генштабу «полковник Гамалія».
Начальником штабу групи чекісти призначили Юхима Терещенка, псевдонім — «сотник Завірюха». Слід відзначити, що в штабі Тютюнника було кілька українських офіцерів, котрі працювали на ЧК, зокрема Заярний, Снєгірьов, а можливо, і начальник особистої контррозвідки Петлюри полковник Чеботарьов. Можливо, Трохименка та Терещенка завербували не у квітні 1921 року, а набагато раніше. Реалізацію третього етапу операції чекісти розпочали в середині серпня 1922 року. Було повідомлено, що «Командувач» видав № 7 від 28 серпня, яким призначив:
- Ларіона Завгороднього — командиром 1-ї кінної Холодноярської дивізії,

- Мефодія Голик-Залізняка — командиром 1-го кінного полку Холодноярської дивізії та начальником дивізіону бронепоїздів,

- Черноусова Івана («Чорний Ворон») — командиром 2-го полку Холодноярської дивізії,

- Дениса Гупала — командиром 3-го полку Холодноярської дивізії,

- отамана Вороного — командир 4-го полку Холодноярської дивізії.

На 30 вересня 1922 року було призначено «з'їзд для вирішення плану руху та інших справ» у м. Звенигородці.
26 вересня 1922 року Денис Гупало, Мефодій Голик-Залізняк, Олексій Добровольський, Василь Ткаченко прибули до отамана Ларіона Завгороднього.
Чекіст «сотник Завірюха» обіцяв отаманам зустріч із генерал-хорунжим Андрієм Гулий-Гуленком, командувачем Південною повстанською групою військ, та полковником Гамалією. На той час Андрій Гулий-Гуленко вже був заарештований.
У Звенигородці всіх отаманів заарештували без жодного пострілу.
За подібним планом операції ЧК проводили по всій Україні.
На початку 1923 року в Лук'янівській в'язниці у Києві, утримували 42 повстанських командирів та отаманів.
Чекіст-«сотник Завірюха» з фальшивим повстанським загоном продовжив «діяти», збираючи туди повстанців, котрі залишилися після арешту їхніх командирів.
Упродовж 1922—1923 року чекісти здійснили остаточну зачистку території Чорного лісу та Холодного Яру.
2 лютого 1923 року Ларіона Завгороднього, Дениса Гупала, Мефодія Голика-Залізняка, Трохима Компанійця, Василя Ткаченка, Костянтина Здобудь-Волю, Івана Ляшенка, Григорія Яковенка, Юрія Дробатковського засудили до розстрілу, а Леонід Мушкет одержав десять років позбавлення волі.
Холодноярських отаманів, козаків та декілька січових стрільців утримували разом, у камері № 1 Лук'янівської в'язниці.
9 лютого 1923 року о 8:30 в Лук'янівській в'язниці Києва засуджені 38 діячів національного визвольного руху підняли повстання, захопили 14 рушниць із набоями та іншу зброю. Майже чотири години серед Києва точився бій. Хто не загинув під час повстання, був розстріляний катами ГПУ.

## Вшанування пам'яті

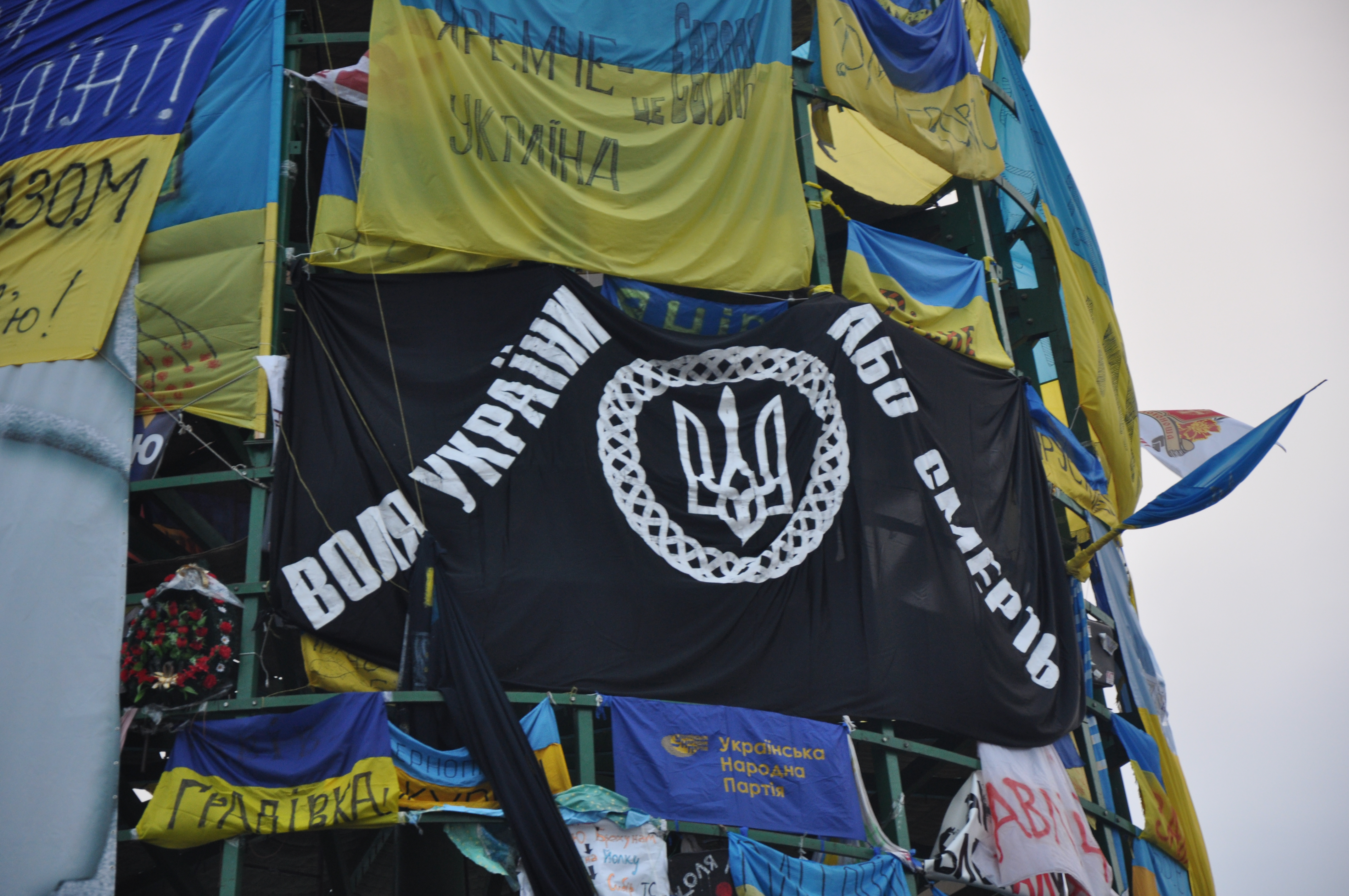
Прапор холодноярських повстанців-майорів під час Євромайдану у Києві.

- 2003 року в центрі села Мельники відкрили пам'ятний знак «Героям Холодного Яру».
- 9 жовтня 2010 року в тому ж селі Мельники відкрили пам'ятник Юрію Горлісу-Горському, який був одним із борців за незалежність Холодноярської Республіки та автором історичного роману «Холодний Яр».
- У тому ж таки селі Мельники є вулиця братів Чучупаків — названа на честь головних отаманів Холодноярської Республіки.
- 1 червня 2013 року вулицю Котовського у Луцьку перейменували на вулицю Холодноярську[5].
- У Дніпрі є вулиця Холодноярська.
- На початку 2016 року провулок Тельмана у Черкасах перейменували на честь головних отаманів Холодноярської Республіки, і тепер вона носить назву вулиця Братів Чучупаків.
- На честь героїчних подій Холодноярської Республіки названий Історичний клуб «Холодний Яр».
- 20 травня 2016 року в Полтаві Комсомольський майдан перейменували на Холодноярський майдан[6].
- На початку 2016 року в м. Кропивницький вулицю Московську перейменували на вулицю Холодноярську[7].
- У грудні 2016 року український суд реабілітував засуджених радянською владою до розстрілу отаманів Холодного Яру — Г. Галущенка, І. Грисюка-Гайового, М. Забудського, М. Куценка, І. Мельниченка, К. Ніколаєнка, Г. Олійника, П. Олійника, П. Савенка, П. Троценка[8].
- У квітні 2017 року на могилі Івана Компанійця, сотника Холодноярського полку гайдамаків, на території Мотронинського монастиря збудовано «Козацький Хрест» (пам’ятний знак збудував Олег Островський).
- З 10 травня 2018 року 93-тя окрема механізована бригада (93 ОМБр, в/ч А1302, пп В2830) Сухопутних військ Збройних сил України носить почесне найменування «Холодний Яр».
- 15 квітня 2019 року Національний банк України ввів у обіг пам'ятну монету «Холодний Яр», присвячену, зокрема, й 100-літтю Холодноярської республіки.
- 7 березня 2023 року в Охтирці вулицю Пушкіна перейменували на вулицю Холодноярську[9].

## Галерея

Горліс-Горський Ю. Холодний Яр. Видання 1937 року. Львів. В-во «Дешева книга».
Горліс-Горський Ю. Холодний Яр. Видання 1961 року. Нью-Йорк.
Дорошенко М. Стежками холодноярськими (спогади): 1918–1923. Видання 1973 року. Філадельфія.
Лютий-Лютенко І. Вогонь з Холодного Яру (спогади). Видання 1986 року. Детройт.
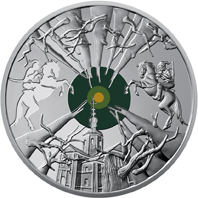
Реверс пам'ятної монети «Холодний Яр», де зображено козака-повстанця

## Кіно та телебачення
- 1996 — І повіяв вогонь новий… (Чернігівська ОДТРК)
- 2001 — Незгасимий огонь Холодного Яру (Кіровоградська ОДТРК)
- 2010 — Отамани Холодного Яру (ДТРК «Культура»)
- 2011 — Машина часу: цикл передач про Холодноярську республіку (5 канал)
- 2012 — Вони боролись до загину (Інститут експертних оцінок)
  - Фільм 1. Під прапором УНР
  - Фільм 2. Історія колись скаже, хто я був…
- 2014 — Холодний Яр. Воля України — або смерть! (документальний фільм)
- 2019 — Чорний ворон (художній фільм, за романом В.Шкляра "Чорний ворон. Залишенець")